# Rosenberg (Niedermeiser)
Der Rosenberg ist eine 299,7 m ü. NHN hohe Erhebung des Oberwälder Landes. Er liegt bei Niedermeiser im nordhessischen Landkreis Kassel.

## Geographie

### Lage

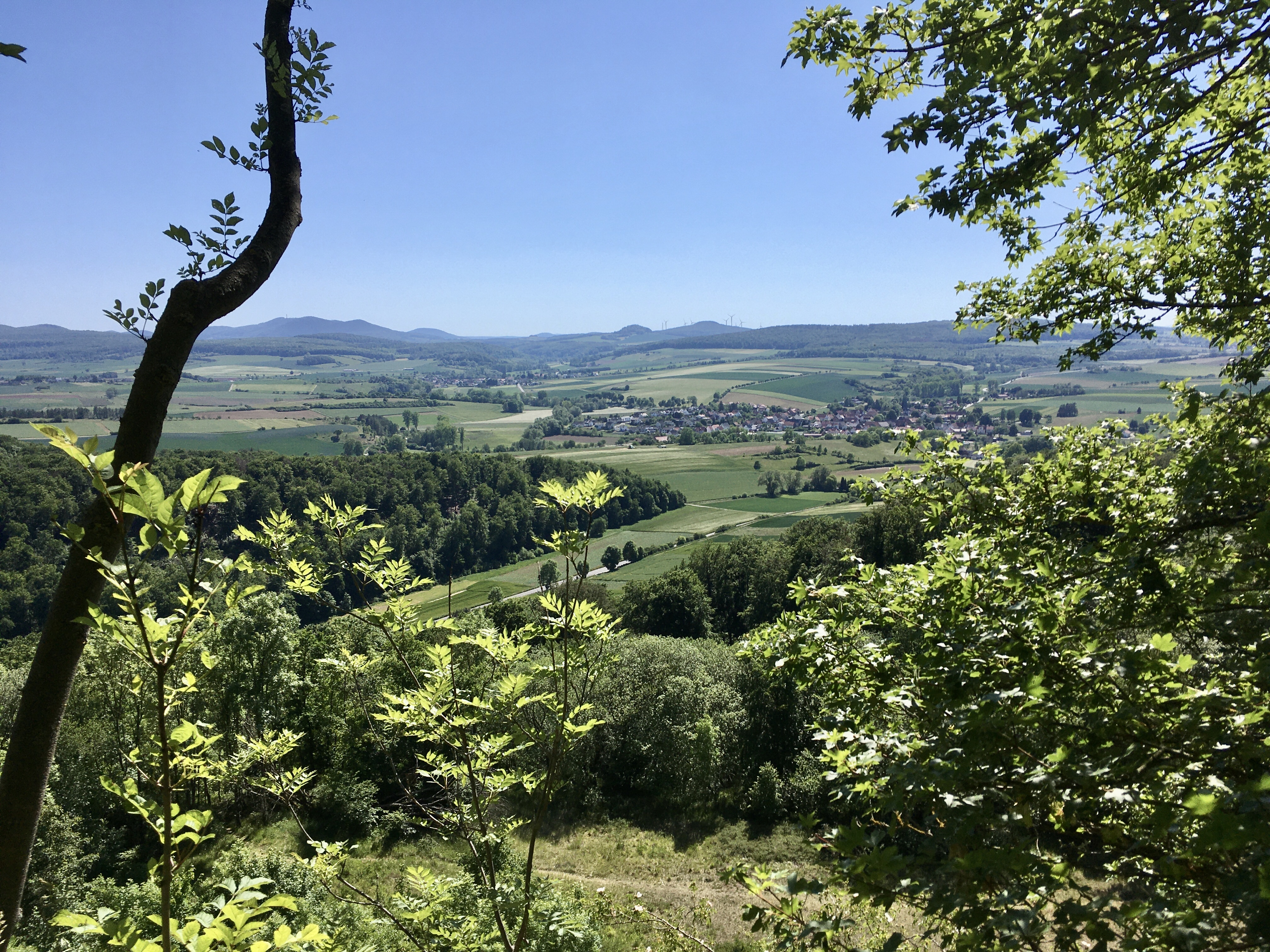
Niedermeiser vom Rosenberg

Der Rosenberg liegt, gemessen vom Gipfel, 2 km nordöstlich von Niedermeiser und 2,5 km südöstlich von Zwergen, zwei Ortsteilen von Liebenau, sowie 2,1 km südlich des Hofgeismarer Stadtteils Friedrichsdorf, 4,5 km südwestlich der Hofgeismarer Kernstadt und 3,2 km westnordwestlich des Hofgeismarer Ortsteil Kelze. Auf dem Südwesthang befindet sich die Ansiedlung Waldesruh. Etwa südlich vorbei fließt die Apenbecke (Bach von der Frenschen Warte), die bei Niedermeiser in die Warme mündet.
Direkt südwestlich des Gipfels liegt ein ehemaliger Basalt-Steinbruch, der als flächenhaftes Naturdenkmal „Rosenberg“ (Nr. 6.33.467; vgl. Liste der Naturdenkmale in Liebenau) geschützt ist.

### Naturräumliche Zuordnung
Der Rosenberg gehört am Südrand der naturräumlichen Haupteinheitengruppe Oberes Weserbergland (Nr. 36) in der Haupteinheit Oberwälder Land (361) und der Untereinheit Brakeler Kalkgebiet (361.0) zum Naturraum Bever-Diemel-Kalkbergland (361.02). Die Landschaft leitet im Tal des Bachs von der Frenschen Warte zur Haupteinheitengruppe Westhessisches Bergland (34) mit der Haupteinheit Westhessische Senke (343) und den zur Untereinheit Nordhabichtswälder Vorland (343.5) zählenden Naturräumen Westuffelner Senke (343.51) im Süden und Langen- und Staufenbergplatte (343.50) im Südwesten über.

## Geschichte

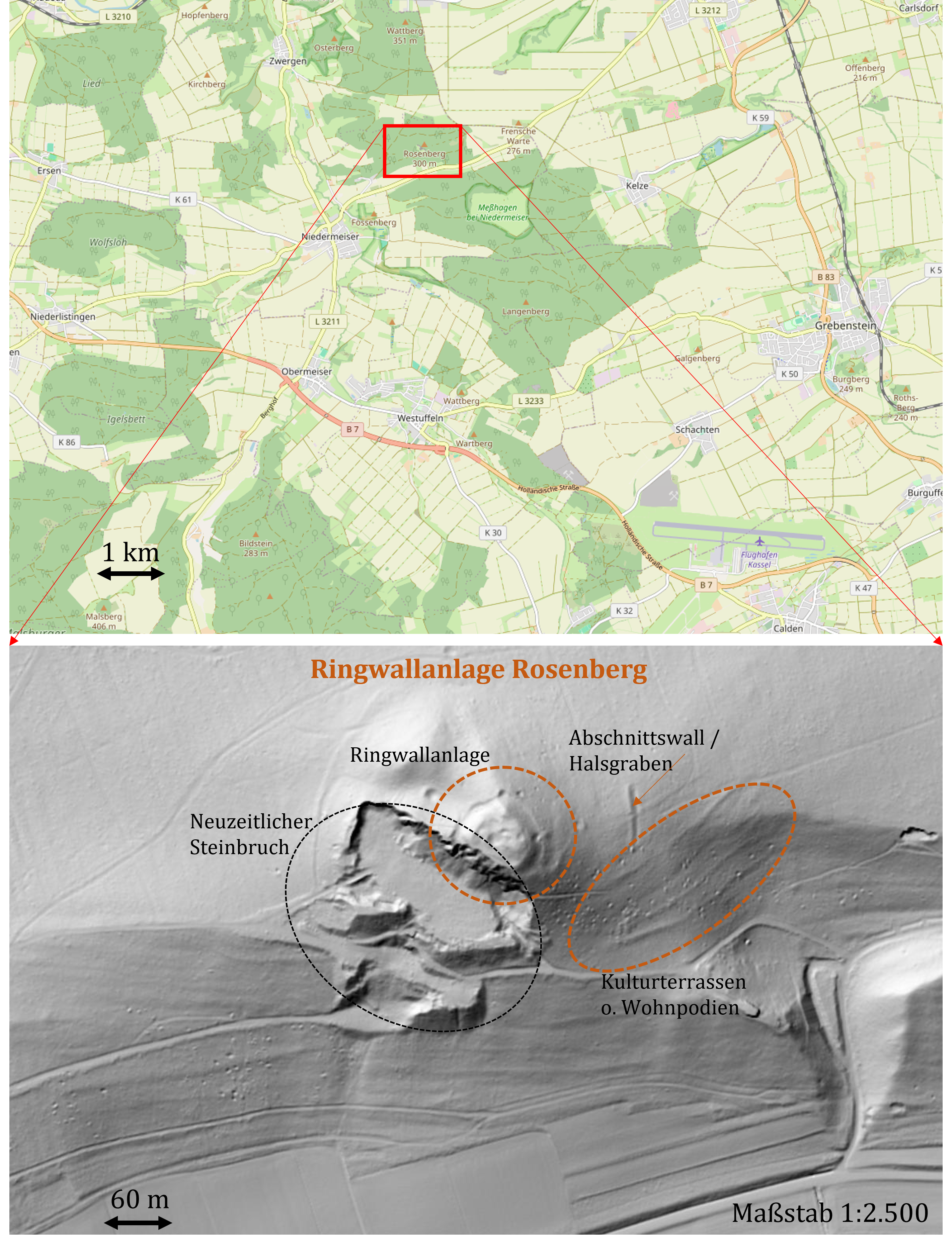
Relief des Rosenberges und Kennzeichnung der Wallanlage und des östlichen Halsgrabens.

Um die Kuppe des Rosenberges verläuft eine schon stark verschliffene Ringwallanlage mit vermutlich einem Wall-Graben-Wall-System, das eine Fläche von etwa 0,43 ha einnimmt. Die nahezu kreisförmige äußere Begrenzung hat einen Umfang von ca. 230 m. Dabei ist der südwestliche Teil durch den ehemaligen Steinbruch bereits zerstört. Ca. 120 m von der Kuppe nach Osten liegt ein etwa 50 m langer fast Nord-Süd verlaufender Halsgraben. Möglicherweise gehört er zu Wallanlage. Nordhessische Autoren haben die Anlage jüngst als vorgeschichtliche Anlage gekennzeichnet, die sie in keltische Zeit legen.
Funde jedoch finden sich von Keramik der jungsteinzeitlichen Michelsberger Kultur und der vorrömischen Eisenzeit bis zu hochmittelalterlichen Keramikscherben, die auf das 13. Jahrhundert datiert werden. Möglicherweise ist die Bergkuppe über mehrere Epochen als Befestigung genutzt wurden.

## Verkehr und Wandern
Etwa südlich vorbei am Rosenberg verläuft zuletzt im Tal des Bachs von der Frenschen Warte die Landesstraße 3212, die von der Hofgeismarer Kernstadt im Nordosten nach Niedermeiser im Südwesten führt. Dort trifft sie auf die L 3211, die entlang der Warme von Obermeiser durch Niedermeiser nach Zwergen verläuft. Die Erhebung ist, zum Beispiel von diesen Straßen ausgehend, nur auf Waldwegen und -pfaden zu erreichen.